# الامپیل
الامپیل (به لاتین: Alampil) یک منطقهٔ مسکونی در سری‌لانکا است که در استان شمالی (سری‌لانکا) واقع شده‌است.